# Volley Forlì
Maillots
Le Volley Forlì est un club italien de volley-ball basé à Forlì (Émilie-Romagne), et évoluant pour la saison 2018-2019 en Serie B (3e niveau national).

## Historique

Ancien logo

## Palmarès
Néant

## Entraîneurs
- 1991-1993 :  Piero Molducci
- 1993-1996 :  Raffaele Casadei
- 1996-1999 :  Antonio Beccari
- Févr. 2000-nov. 2000 :  Pietro Mazzi
- Nov. 2000-2003 :  Antonio Beccari

- 2000-2003 :  Raffaele Casadei
- 2003-nov. 2004 :  Pietro Scarduzio
- Nov. 2004-2005 :  Pietro Mazzi
- 2007-2011 :  Piero Molducci

## Effectif

### Saison 2008-2009
Entraîneur :  Silvano Prandi ; entraîneur-adjoint :  Camillo Placì
| No | Nom                      | Date de Naissance | Taille | Poids | Nationalité     | Poste                   |
| -- | ------------------------ | ----------------- | ------ | ----- | --------------- | ----------------------- |
| 1  | Leonardo Rodrigues       | 20 juin 1978      | 204    |       | Brésil          | Attaquant               |
| 2  | Hubert Henno             | 6 octobre 1976    | 190    | 83    | France          | Libero                  |
| 3  | Marco Molteni            | 3 septembre 1976  | 196    |       | Italie          | Réceptionneur-attaquant |
| 4  | Alfonso Bendi            | 24 mars 1976      | 186    |       | Italie          | Libero                  |
| 5  | Fabiano Bittar Tuba      | 15 février 1980   | 200    |       | Brésil          | Attaquant               |
| 6  | Jason Haldane            | 23 juillet 1971   | 204    |       | Canada          | Central                 |
| 7  | Maikel Cristobal Cardona | 16 novembre 1976  | 202    |       | Cuba            | Central                 |
| 8  | Rafael Redwitz           | 12 août 1980      | 190    |       | Brésil          | Passeur                 |
| 9  | Massimiliano Di Franco   | 7 février 1978    | 203    |       | Italie          | Central                 |
| 11 | Alberto Casadei          | 15 septembre 1984 | 200    |       | Italie          | Attaquant               |
| 12 | Marco Loglisci           | 5 décembre 1975   | 196    |       | Italie          | Central                 |
| 14 | Davide Bellini           | 20 mai 1969       | 197    |       | Italie          | Passeur                 |
| 15 | Giuseppe Patriarca       | 23 mars 1977      | 198    |       | Slovaquie       | Réceptionneur-attaquant |
| 18 | Luciano Bozko            | 24 novembre 1978  | 199    |       | Brésil/ Pologne | Réceptionneur-attaquant |

### Saison 2007-2008
Entraîneur : Piero Molducci  Italie ; entraîneur-adjoint : Mirko Maretti  Italie
| No | Nom                   | Taille | Nationalité     |
| -- | --------------------- | ------ | --------------- |
| 1  | Leandro RODRIGUES     | 2,04   | Brésil          |
| 2  | Giacomo SANTANDREA    | 1,94   | Italie          |
| 4  | Alfonso BENDI         | 1,86   | Italie          |
| 5  | Michel GUEMART        | 1,93   | Italie          |
| 6  | Matias CELETTI        | 1,80   | Italie          |
| 7  | Massimo GELLI         | 2,00   | Italie          |
| 8  | Gianmaria OLIVUCCI    | 1,82   | Italie          |
| 11 | Alberto CASADEI       | 2,00   | Italie          |
| 12 | Marco LOGLISCI        | 1,96   | Italie          |
| 13 | Simone SPESCHA        | 2,00   | Italie          |
| 14 | Davide BELLINI        | 1,97   | Italie          |
| 15 | Sebastian Larry CREUS | 2,01   | Argentine       |
| 16 | Roberto MOSCA         | 1,93   | Italie          |
| 18 | Luciano BOZKO PASZKO  | 1,99   | Brésil/ Pologne |